# Брайтенбах-ам-Герцберг
Брайтенбах (нім. Breitenbach) — сільська громада в Німеччині, знаходиться в землі Гессен. Підпорядковується адміністративному округу Кассель. Входить до складу району Герсфельд-Ротенбург.
Площа — 42,14 км2. Населення становить 1664 ос. (станом на 31 грудня 2020).